# Warle
Warle is een plaats in de Duitse gemeente Uehrde, deelstaat Nedersaksen, en telt 184 inwoners (2007).